# Mercado San Cristóbal

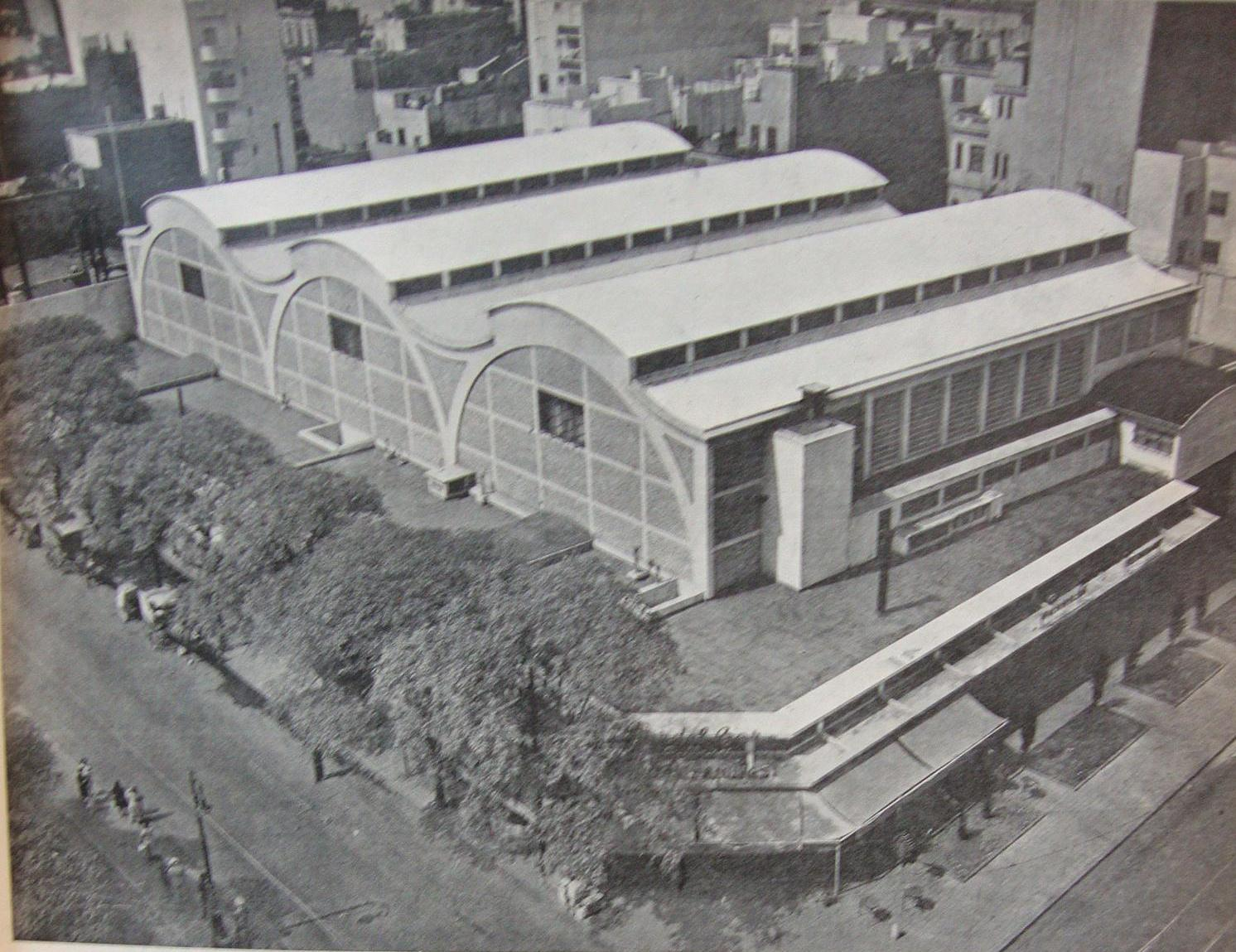
El mercado en 1945.

El Mercado San Cristóbal es un gran mercado bajo techo que se encuentra, a pesar de su nombre, en el barrio de Monserrat de la ciudad de Buenos Aires, Argentina. 
Se encuentra en el cruce de las avenidas Independencia y Entre Ríos desde el año 1882, y su primer edificio se inauguró en 1887, siendo una estructura de hierro y vidrio. 
En 1945 fue terminado el actual Mercado San Cristóbal, proyecto de los arquitectos Santiago Sánchez Elía, Federico Peralta Ramos y Alfredo Agostini (estudio SEPRA). Se trata de una gran estructura formada por tres arcos de 17,20 metros de luz y 35 metros de largo, construidos en hormigón armado. Las dos entradas de público se encuentran sobre Av. Entre Ríos y la entrada principal de carga, sobre Independencia. 
Antiguamente, los locales sobre sendas avenidas estaban dentro de una galería continua que operaba de envolvente de la planta baja. En ella estaban los puestos fijos de carnes y vegetales, así como también un café, un restaurante y otros comercios. En la planta alta se encontraba un área destinada a puestos ambulantes, ubicada alrededor de un gran vacío central.
En el local exterior de la ochava, se encuentra desde la década de 1930 el Gardel Bar (actual Gran Café Gardel).